# Today (EP)
Today ist eine EP des US-amerikanischen Rappers und Sängers Everlast. Sie wurde am 8. November 1999 über Tommy Boy bzw. Warner Bros. veröffentlicht. Es existieren drei Versionen von der EP.

## Cover
Es existieren zwei verschiedene Cover von der Today-EP. Auf einer Version ist, auf schwarzem Hintergrund, auf der Mitte „EVERLAST“ in grauer Farbe und unmittelbar darunter „TODAY“' in weißer Farbe zu lesen, beides in Druckbuchstaben.
Auf dem zweiten Cover stehen zwei Männer in Anzügen und Hüten vor einer umgefallenen Lokomotive, das Bild ist eine Schwarzweißfotografie.

## Titelliste

### Reguläre Version
| #  | Titel                                     | Länge |
| -- | ----------------------------------------- | ----- |
| 1. | Today (Watch Me Shine) Remix              | 5:04  |
| 2. | Put Your Lights On (feat. Carlos Santana) | 4:47  |
| 3. | What It’s Like (Live)                     | 8:30  |
| 4. | Jump Around (Live)                        | 4:28  |
| 5. | Only Love Can Break Your Heart            | 2:54  |
| 6. | Some Nights (Are Better Than Others)      | 2:51  |
| 7. | Hot to Death (Live)                       | 5:17  |
| 8. | Blues for X’Mas                           | 5:50  |

### Japan-Version
| #  | Titel                                     | Länge |
| -- | ----------------------------------------- | ----- |
| 1. | Today (Watch Me Shine) Remix              | 5:04  |
| 2. | Put Your Lights On (feat. Carlos Santana) | 4:47  |
| 3. | What It’s Like (Live)                     | 8:30  |
| 4. | Jump Around (Live)                        | 4:28  |
| 5. | Only Love Can Break Your Heart            | 2:54  |
| 6. | Some Nights (Are Better Than Others)      | 2:51  |
| 7. | Hot to Death (Live)                       | 5:17  |
| 8. | Blues for X’Mas                           | 5:50  |
| 9. | Today (Exclusive Remix for Japan)         | 4:31  |

### USA-Version
| #  | Titel                                     | Länge |
| -- | ----------------------------------------- | ----- |
| 1. | Today (Watch Me Shine) Remix              | 5:04  |
| 2. | Put Your Lights On (feat. Carlos Santana) | 4:47  |
| 3. | What It’s Like (Live)                     | 8:30  |
| 4. | Jump Around (Live)                        | 4:28  |
| 5. | Blues for X’Mas                           | 5:50  |

## Kritik
| Professionelle Bewertungen | Professionelle Bewertungen |
| -------------------------- | -------------------------- |
| Kritiken                   |                            |
| Quelle                     | Bewertung                  |
| Musikexpress               | 2/7                        |
| Rock Hard                  | 5/10                       |

Der Rezensent des Musikexpress hielt die Veröffentlichung schlichtweg für „überflüssig“ und vergab dementsprechend nur 2 von 7 möglichen Sternen. Im Rock Hard beschwerte sich Marcus Schleutermann über die „Resteverwertung“, selbst die beiden neuen Lieder hätten „allenfalls durchschnittliches Niveau“. Von den maximal zu vergebenden 10 Punkten gestand er dem Mini-Album 5 zu.